# Mount Vernon (Missouri)
Mount Vernon – miasto w Stanach Zjednoczonych, w stanie Missouri, siedziba administracyjna hrabstwa Lawrence.